# Assembla
Assembla — коммерческий веб-сервис, предоставляющий набор инструментов на основе облачных технологий для совместной разработки и управления IT-проектами. Среди предоставляемого инструментария присутствуют система управления проектами, командами и задачами, система контроля и учёта времени, система отслеживания ошибок, система управления версиями, система вики документирования, система развёртывания приложений через FTP, система поддержки пользователей через E-mail, хостинг файлов, pastebin-сервис, система совместных обсуждений и другое.
В Assembla размещено более 100 тыс. коммерческих проектов и проектов с открытым исходным кодом. Проект используют свыше 800 тыс. пользователей в более чем 100 стран. Assembla используется такими известными компаниями и проектами как HTC, SHARP, Quicksilver, Puma, Dolce & Gabbana, eBay, PayPal, Microsoft, HP, Roxy, Intuit, ScalaIDE, Lift, Nooku, Gravity Jack и другими.

## История
Проект Assembla был основан Энди Синглтон, создателем PowerSteering Software, в 2003 году в городе Нидем, штат Массачусетс, США. И в том же году началась разработка платформы. В 2005 году во главе Энди Синглтон была официально сформирована компания Assembla.
Изначально Assembla предоставляла большинство инструментария на бесплатной основе. До 2008 года платными оставались только дополнительные платные услуги, такие как расширенная техническая поддержка, расширенная отчётность, расширение дискового пространства, SSL доступ, разграничение доступа по IP, автоматическое резервное копирование и т. д.. В 2008 году Assembla изменила политику тарификации, сделав многие инструменты платными.